# Hum, Srbija
Hum (izvirno srbsko Хум) je naselje v Srbiji, ki upravno spada pod Občino Niš; slednja pa je del Niškega upravnega okraja.

## Demografija
V naselju živi 1170 polnoletnih prebivalcev, pri čemer je njihova povprečna starost 40,6 let (40,4 pri moških in 40,7 pri ženskah). Naselje ima 384 gospodinjstev, pri čemer je povprečno število članov na gospodinjstvo 3,78.
To naselje je, glede na rezultate popisa iz leta 2002, večinoma srbsko.
|  |

| Demografija | Demografija     | Demografija     |
| Leto        | Št. prebivalcev | Št. prebivalcev |
| ----------- | --------------- | --------------- |
|             |                 |                 |
|             |                 |                 |
|             |                 |                 |
|             |                 |                 |
| 1948        | 1270            |                 |
| 1953        | 1403            |                 |
| 1961        | 1479            |                 |
| 1971        | 1436            |                 |
| 1981        | 1468            |                 |
| 1991        | 1497            | 1491            |
| 2002        | 1469            | 1450            |
|             |                 |                 |

| Etnična sestava po popisu iz leta 2002 | Etnična sestava po popisu iz leta 2002 | Etnična sestava po popisu iz leta 2002 | Etnična sestava po popisu iz leta 2002 | Etnična sestava po popisu iz leta 2002 |
| -------------------------------------- | -------------------------------------- | -------------------------------------- | -------------------------------------- | -------------------------------------- |
| Srbi                                   | Srbi                                   |                                        | 1.415                                  | 97,58%                                 |
| Romi                                   | Romi                                   |                                        | 15                                     | 1,03%                                  |
| Bolgari                                | Bolgari                                |                                        | 3                                      | 0,20%                                  |
| Romuni                                 | Romuni                                 |                                        | 1                                      | 0,06%                                  |
| Neznano                                | Neznano                                |                                        | 16                                     | 1,10%                                  |